# Línea L46 (Montevideo)
La línea L46 es una línea local que forma parte del Intercambiador Belloni. Une dicho intercambiador con Carlomagno (Susana Pintos) en modalidad de circuito.

## Creación
Fue creada en marzo de 2019 con la finalidad de sustituir el viejo ramal "Susana Pintos" de la línea 103 durante el día. Dicho ramal originalmente partía desde la Ciudad Vieja y posteriormente desde el Intercambiador Belloni. Desde la creación de la línea L46, el viejo ramal de la 103 sólo funcionaria en el turno matutino y ambos servicios funcionaron en conjunto con la diferencia de que la línea L46 retornaba al Intercambiador Belloni mediante la Avenida José Belloni. A partir de junio del mismo año esta línea sustituyó la totalidad de los servicios del antiguo ramal de la línea 103, la cual fue suprimida de forma definitiva.
A partir de agosto de 2022 se establecieron cambios en su recorrido.

## Recorrido
Circula por los barrios Flor de Maroñas, Carlomagno, Bella Italia,  Piedras Blancas y Jardines del Hipódromo.
| Línea L46 |

| Ida - Andén 2 (Intercambiador Belloni) - Camino Maldonado - Susana Pintos | Vuelta - Susana Pintos - Camino Maldonado - Florencia - Bulevar Aparicio Saravia - Rafael - Teniente Rinaldi - Zelmar Ricceto (Calle 6) - Humberto Pittamiglio - Justus Von Liebig - Teniente Rinaldi - Lorenzo Batlle Pacheco - Matilde Pacheco - Díaz Quijano - Teniente Rinaldi - Azotea de Lima - Helvecia - Avenida José Belloni - Andén 8 (Intercambiador Belloni) |